# جون إثيريدغ
جون إثيريدغ (بالإنجليزية: John Etheridge)‏ هو عازف قيثارة جاز بريطاني، ولد في 12 يناير 1948 في لامبيث في المملكة المتحدة.

## وصلات خارجية
- جون إثيريدغ على موقع ميوزك برينز (الإنجليزية)
- جون إثيريدغ على موقع ديسكوغز (الإنجليزية)